# Important Looking Pirates
Important Looking Pirates (ILP) är ett svenskt specialeffektsföretag grundat 2007. Företaget belönades 2017 med en Emmy i kategorin Outstanding special visual effects för sitt arbete med TV-serien Westworld.
Företagets namn kommer från en scen ur datorspelet The Secret of Monkey Island (1990).